# Timote (jezična porodica)
Timotean (Timoto-Cuicas), malena porodica indijanskih jezika i plemena iz Venezuelskih Anda u državama Mérida i Barinas.  Njihovi potomci današnji su Mutus Indijanci (preko 200; 1977.), seosko stanovništvo što se bavi farmerstvom, i govore španjolski. 
Stara Timotean plemena bila su: Timote (Timotos), Mucuchíes, Cuica, Migures i Mucuñuques, a nastanjeni po državama Táchira, Mérida, Trujillo i Lara. Daniel Garrison Brinton na popisu ima plemena Aricaguas, Aviamos, Bailadores, Canaguaes, Chamas, Escagueyes, Guaraques, Guaquis, Iguiños, Insumubies, Jajies, Miguries, Mirripuyas, Mocochies, Mocotos, Mocombos, Mombunes, Mucuchaies (Mucuchachíes), Mucunchies, Mucurabaes, Mucutuyes, Quindoraes, Quinos, Quiroraes, Tabajones, Taparros, Tatuyes, Tiguinos, Tricaguas
TiMOTE porodica (Venezuela) »
I. Cuica (Kuika)
A. Cuica Proper
B. Tostó
Tostó Proper
Tiranjá
Tomoni
C. Eskuke (Eskukey)
Eskuke Proper
Bombá
Moka
Tirandá
Čobú
Čačike
Čaču
Tirandá Proper
Estiguate (Estiguati)
D. Jajó (Jakón, Jajón)
Jajó Proper
Esnijaque
Kikoke (Kikoki)
Mapen {La Vega)
Duri
Mikimboy
II. Timote (Timoti)
A. Timote Proper
Mukurujún
Mukusé
Mokoyupu
Mukuarsé
Ciribuy
Miyoy
Mukumbá
Kindorá
Tafallé
Mukumbají
Čino
B. Čama (Miguri ?): 
Mokunče (Mukunče, Mukuneče),
Mukurubá {Mokuruguá),
Tabay {Mukunuiáne, Tabayon ?),
Mukurumagua,
Guake (Guiakí),
Mukumba,
Čičuy,
Mukuñoke (Mukuño, Migurí ?): a. Mukurufuén, b. Muká, c. Mukumpí, d. Mukutirí, e. Mukusnandá, f. Mukaikuy, g. Mukusó, etc.
Mukurandá,
Mukuhúun {Mukupine, Mokoion),
Čiguará,
Insnumbí (Insumbi),
Estankes,
Mukuči {Makuči, Mokočiz): a. Misantá, b. Mokao, c. Mosnačó, d. Misikea, etc.
Eskagüey,
Mukujún,
Tatuy (Tatey ?),
Mukaria,
Mukaketá,
Mukusiri
Kaparú,
Jají {Mukundú),
Mukubače {Mirripú, Mirripuy, Maripú ?),
Mukúun {Mnkumpú, Lagunillas): a. Kasés, b. Mukuinamo, c. Arikagua, d. Tibikuay, e. Makulare, f. Mukusumpú, g. Barbudos, h. Jamuén, etc., i. Kinaró, j. Tiguiñó,
Guaruní {Guarurí).
C. Mocochí (Mokoči): 
Miyuse,
Tukaní,
Mokoči (Torondoy).
D. Mukutu (Escaguey): 
Eskaguey,
Kanaguá,
Kinó,
Mokoino (Mokino),
Mombun,
Yarikagua,
Arikagua,
Mukutuy,
Mukupatí,
Mukučači,
Trikagua,
Mokoto (Mukutu, Mukutí): a. Guarake, b. Bailadores.
E. Tapano: 
Aviamo,
Mokombó {Mokobo),
Tapano.
III. Neklasificirana plemena: A. Kirorá, B. Mijure, C. Montun, D. Iguino.

## Vanjske poveznice
- Mutús